# Bohemund V av Antiokia
Bohemund V av Antiokia, död 1252, var en greve av Tripolis och furste över Antiokia. Han var son till Bohemund IV av Antiokia och far till Bohemund VI av Antiokia.
Bohemund efterträdde 1233 sin far, och sin politik lät han främst utforma utifrån sin konflikt med kungariket Armenien.